# Francisco de la Huerta
Francisco Nicolás de la Huerta Romanos (Borja, c. 2 de diciembre de 1733 – Pamplona, 8 de marzo de 1814) fue un compositor y maestro de capilla español. El nombre también se encuentra como Francisco Javier, aunque el la partida de bautismo solo aparecen los nombres de Francisco Nicolás; el apellidos a veces también se transcribe como Lahuerta.

## Vida
Huerta nació en Borja, en la provincia de Zaragoza, siendo bautizado el 2 de diciembre de 1733 en la parroquia de Santa María. Recibió su educación musical entre 1743 y 1755 como infante y mozo de coro en la Catedral de Tarazona. Posteriormente permaneció en la Catedral entre 1755 y 1761 como instrumentalista de violín y bajón. Se sabe que en esta época ya componía, puesto que se tienen noticias de que el organista de Tarazona, Juan Francisco de Sayas, se negó a interpretar unos villancicos de Navidad compuestos por Huerta. En 1758 partió hacia Zaragoza, donde probablemente estudió por seis meses composición con Francisco Javier García Fajer, El Españoleto, que acababa de llegar de Italia. En 1759 regresó a Tarazona, donde permaneció como bajón y violín en la capilla musical de la Catedral.
En 1761 ganó por examen el cargo de bajón y segundo violín en la Catedral de Ávila. Además de su trabajo en la capilla catedralicia, fue maestro de capilla del monasterio de las monjas de Santa Ana entre 1767 y 1778. El 12 de febrero de 1773, por enfermedad del maestro Juan Oliac y Serra, además se le transfirieron las responsabilidades del maestro en la Escuela de Música a Huerta. En Ávila también se ordenó sacerdote.
Durante su estancia en Ávila trató de mejorar su situación, presentándose a plazas vacantes en catedrales en diversas ocasiones: en 1767 en Zamora, en 1768 en Palencia, en 1769 en Málaga, en 1770 en León, en 1771 en Calahorra, en 1775 en Granada y en 1778 en Plasencia. En 1778 finalmente, aduciendo que tocar el bajón le perjudicaba el pecho, abandonó Ávila para tomar un cargo de maestro de capilla en Santo Domingo de la Calzada. Permaneció en Santo Domingo de la Calzada solo cinco meses, para pasar al magisterio en la Colegiata de Alfaro entre 1778 y 1780. Estando en Alfaro falleció el maestro Oliac de Ávila y Huerta se presentó para ocupar la vacante sin éxito.
En 1780 se presentó a las oposiciones para el magisterio de la Catedral de Pamplona, consiguiendo la plaza de maestro de capilla en un examen no exento de polémica. El cargo había quedado vacante tras el retiro por edad del maestro Juan Antonio Múgica, por lo que se organizaron unas oposiciones, pero a las que solo accedieron aquellos que habían aprobado un examen previo. El examen previo solo fue aprobado por Huera y Juan de Prenafeta, en ese momento tenor en la Catedral de Lérida. En las oposiciones, Prenafeta quedó por delante de Huerta, pero el Cabildo optó por Huerta. La cuestión es que uno de los jueces, José Beltrán Ferrer, había sido maestro de Prenafeta y tuvo que retirarse por conflicto de intereses, quedando como juez solo Diego Pérez Camino, maestro de capilla de Calahorra.
Su etapa pamplonesa fue muy productiva en cuanto a composiciones, a pesar de los numerosos conflictos que tuvo con el Cabildo y diversos miembros de la capilla de música. Sobre se le echaba en cara sus faltas con respecto a la educación de los infantes, de forma que en 1785 fue reprendido por los malos tratos dados a uno de los niños; entre 1791 y 1794 se encargó de la educación Ignacio de Miguel y Doz y entre 1807 y 1809 se encargó Prieto. Con los músicos parece que el enfrentamiento era porque Huerta trataba de introducir su nuevo estilo compositivo, al que los músicos, sobre todo los más antiguos, se oponían. En 1792 presentó un memorial dando su punto de visto de los hechos, ya que los músicos le había acusado en 1790 de ser el causante de la decadencia de la institución.
Durante su estancia en Pamplona se presentó a las oposiciones para varios otros magisterios, Segovia (1782), Burgos (1791-1792), Valencia (1793) y Ávila (1793). A partir de 1808 la capilla de música pasó a ser dirigida por el tenor Julián Prieto por enfermedad del maestro Huerta. Sin embargo, mantuvo el cargo hasta su muerte en Pamplona el 8 de marzo de 1814.

## Obra
Se han conservado más de 175 composiciones de Huerta, en su mayoría conservadas en la Catedral de Pamplona. Las composiciones de juventud de Huerta realizadas en Tarazona se conservan en la Catedral de Jaca. Otros lugares que conservan obras de Huerta son la iglesia de San Miguel de Alfaro (La Rioja), el monasterio de El Escorial, la Real Colegiata de Roncesvalles (Navarra) y las catedrales de Ávila y Astorga (León).